# Élections européennes de 2009 en Tchéquie
Les élections européennes ont eu lieu en juin 2009 en République tchèque pour désigner les 22 députés européens au Parlement européen, pour la législature 2009-2014.

## Résultats
| ← Elections au Parlement Européen de 2009 → |                                                                  |              |                   |               |             |        |               |
| Parti                                       | Parti                                                            | Groupe au PE | Tête de liste     | Voix obtenues | Pourcentage | Sièges | +/-           |
|                                             | Parti démocratique civique (ODS)                                 | ECR          | Jan Zahradil      | 741 946       | 31,5 %      | 9      | en stagnation |
|                                             | Parti social-démocrate (ČSSD)                                    | PSE          | Jiří Havel        | 528 132       | 22,4 %      | 7      | 5             |
|                                             | Parti communiste (KSČM)                                          | GUE/NGL      | Miloslav Ransdorf | 334 577       | 14,2 %      | 4      | 2             |
|                                             | Union chrétienne-démocrate-Parti populaire (KDU-ČSL)             | PPE          | Zuzana Roithová   | 180 451       | 7,6 %       | 2      | en stagnation |
|                                             | Souveraineté (Suverenita)                                        |              | Jana Bobošíková   | 100 514       | 4,3 %       | 0      |               |
|                                             | Parti démocrate européen (EDS)                                   |              | Jana Hybášková    | 68 152        | 2,9 %       | 0      |               |
|                                             | Affaires publiques (VV)                                          |              | Kateřina Klasnová | 56 636        | 2,4 %       | 0      |               |
|                                             | Maires et Indépendants (Starostové a Nezávislí-Vaše Alternativa) |              | Jaromír Štětina   | 53 984        | 2,3 %       | 0      |               |
|                                             | Parti vert                                                       | Verts        | Jan Dusík         | 48 621        | 2,1 %       | 0      |               |
|                                             | Démocrates européens                                             | PPE          | Lukáš Macek       | 39,166        | 1,7 %       | 0      | -3            |

Source : Office statistique tchèque
Les 23 autres listes ont obtenu moins de 30 000 voix.